# 噤界II
是一部2020年美國後末日科幻恐怖電影，由約翰·卡拉辛斯基編劇和執導。本片為2018年電影《噤界》的續集，主演包括艾蜜莉·布朗、席尼·墨菲、米莉森·西蒙斯、諾亞·朱佩和吉蒙·韓蘇。
《噤界II》由派拉蒙影業定於2021年5月28日在美國上映，並在院線上映45天後在串流平台派拉蒙+上線。

## 劇情
外星生物入侵首日，阿伯特一家正觀看兒子馬庫斯的棒球比賽。赛间，天空劃過像隕石的物體，他们随即帶着孩子們準備回家，兩個兒子跟隨伊芙琳，蕾根則跟隨父親李，这时，陨石上的外星生物依靠灵敏听觉大肆屠杀群众。在一番逃亡过后，阿伯特一家顺利会合。
时间来到现在，伊芙琳槍殺怪物后示意馬庫斯与宝宝一起离开他们的家，后回到地下室拿取嬰兒箱及氧氣瓶。蕾根則带上裝置，並跑到穀倉上明火及嘗試規劃逃走路線，这时有人在不远处用明火回應了她。阿伯特一家順着地圖沿着火車軌，走到一處廢棄工廠，伊芙琳穿過進入工廠範圍的鐵絲網洞，卻不慎触发陷阱。伊芙琳抱着嬰兒逃亡，馬庫斯踩中捕獸夾重伤，怪物自然順着聲音袭來。關鍵時刻，蕾根再次利用怪物的弱點放大人工耳蝸的噪音干擾，伊芙琳隨即配合開槍将其杀死。此时有一人正举着狙击枪在高處觀察着這一切。槍聲吸引了更多怪物，三人逃至工廠內，此人出現帶着他們逃到地下的密閉艙內並用毛巾卡着艙門脫離險境，但他表示這裏沒有足夠資源，无法收留。伊芙琳聽後認出這男子原來是当年好友艾密特，遂請求他準許他們留下。
馬庫斯躺床养伤，蕾根讓他戴着連接着收音機的耳機接收讯息。艾密特则对伊芙琳擊退怪物表示好奇，之后在伊芙琳的詢問下，艾密特坦承他知道每晚在远处明火的人是阿伯特一家，但不想拯救他们，缘于現在倖存的人已经“變質”。這時，歌曲《在海的另一边》从马库斯的收音机传来，艾密特表示過去四個月有人一直重覆播放這首歌。但与蕾根一番关于这条广播时长的争论后，艾密特激动称不会再有幸存者，並表示阿伯特一家明早就得離開，便拿着槍爬到地面去侦察。晚间，蕾根跟馬庫斯表示那首歌是指引幸存者的讯號。她利用父親留下的無線電頻手冊及地圖發現電台訊號是來自一座海島上，並表示她可以沿着火車軌走，不到一天便能到達岸邊，再駕船前往島上找到广播站，她便能利用人工耳蝸播出可以制服怪物的噪音，這樣就能拯救世人。馬庫斯不同意，懇求蕾根不要離開。
天亮起，蕾根只留下字条就帶着獵槍及噪音裝置出發，伊芙琳请求艾密特幫她帶蕾根回來。蕾根沿着火車軌走到一廢棄火車站，她走上一個車卡拿走急救箱，却与一只怪物相遇。蕾根快速開着噪音裝置並嘗試槍殺怪物但未成，艾密特及时趕到並槍殺了牠。随后他們便逃到車站的控制室內。不懂手語的艾密特緊張地表示要留在車站一會兒才帶她回家，蕾根则尝试说服艾密特请他帮忙，两人留在控制室休息等待怪物散去。翌日，蕾根醒來時發現艾密特和噪音裝置不見，這時艾密特拿了噪音裝置回來，並說他找到了船。随后两人前往海岸邊碼頭，发现一個跪在地上的女孩，艾密特上前打算向她伸出援手，女孩却把满是玻璃瓶和罐子的渔网繩索套在他的身上，使他不敢动弹，接着一群野蛮人出現，他们的头领准备將蕾根掳走，艾密特用手語示意蕾根「下潛」，蕾根立即跳入水中，他趁機扑向男子套上渔网，並用繩索将其綁在柱上。怪物聞聲而來，这群野蛮人瞬间就被残杀，跳进水中的艾密特也发现怪物是不熟水性的。然後艾密特被找到小船的蕾根救回船上，他把嘴裏含着的人工耳蝸还给蕾根，兩人撐着船向着海島進發。与此同时，伊芙琳到城裏搜索物資以治疗马库斯和为宝宝提供氧气。馬庫斯则留下照顧，他安置好寶寶在箱中，好奇到工廠上面查看，后被艾密特妻子的屍體嚇倒，發出巨響引來怪物。他立即回到地下室並帶同寶寶、箱子還有收音機逃进密閉艙，但意外反锁在里面。這時伊芙琳趕到，她把怪物引到漏油的區域並引爆其中一個氧氣瓶但未能伤害它。伊芙琳利用自动滅火系統的水聲躲過了怪物逃到地下室，在馬庫斯與寶寶窒息前进入舱内，用另一瓶氧氣维持三人的呼吸。
蕾根和艾密特上岛后發現了圍在火堆、可以正常生活的倖存者們，并受到他们的接待。艾密特向一位男幸存者拿出人工耳蜗请求帮助，过后向蕾根表示他们同意广播，并对他的鲁莽麻木表示歉意，也认可了蕾根的勇敢，之后走到海边，看着儿子们的画像不禁感慨。这时，艾密特意外發現先前在碼頭的怪物竟搭着一艘破船漂到島上，遂立刻奔向人群大呼疏散，但還是來不及。他與男倖存者带上蕾根一起駕車引誘怪物到達广播站，但男倖存者在以为成功甩掉时被突然出现的怪物杀死。艾密特和蕾根只能继续潜入播放控制室，但还是驚動了怪物，艾密特把控制室的門關上决定獨自面對它，腿部因此负傷。另一邊，逃進密閉艙內的三人即将耗尽氧氣，伊芙琳打開艙門确认安全，便出去拿物資為馬庫斯包紮，但怪物卻從洞口出來，伊芙琳迅速跑回艙內关门不及，怪物破門並不斷攻擊，抓傷她的腿。正在此时，蕾根開啟播放室，开始广播人工耳蝸的噪音，馬庫斯的收音機也接收成功。最終蕾根与馬庫斯手持武器，逼退并殺死了他们眼前的怪物。人工耳蝸则留在广播站，使这个广播信号成为其他幸存者对抗外星怪物的有力武器。

## 演員
- 艾蜜莉·布朗饰演伊芙琳·阿伯特（Evelyn Abbott），李的遗孀，四個孩子的母親，曾经是医生。
- 席尼·墨菲饰演艾密特（Emmett），李的朋友，两个儿子在外星入侵首日被杀，后为躲避风头与妻子诺拉（Nora）逃到工厂苟活，后者病逝；事后與艾芙琳一家人相遇。
  - 墨菲表示：“这个角色就是这个世界的放弃希望的人们之缩影，但蕾根的出现能让他相信更多事情，相信自己。我一直对这个设定很是着迷。”[5]
- 米莉森·西蒙斯（英语：Millicent Simmonds）饰演蕾根·阿伯特（Regan Abbott），李和艾芙琳的长女，聽覺障礙人士，凡事必須靠手語來溝通。
- 諾亞·朱佩饰演馬庫斯·阿伯特（Marcus Abbott），李和艾芙琳的长子，蕾根的弟弟。
- 吉蒙·韓蘇饰演島上的男子（Man on Island），海岛上的幸存者之一，也是岛民的首领。
- 約翰·卡拉辛斯基饰演李·阿伯特（Lee Abbott），艾芙琳的丈夫，四個孩子的父親，曾是工程师。於前集為救家人而犧牲，本集中仅在闪回情节出现。
  - 卡拉辛斯基表示，将自己写进续集缘于上集“就是一次个人经历”以及他给他孩子们写的一封“情书”。他说道，“继续这种隐喻对我来说很重要，我们其实正在开始梳理这一切事件的起源。”[6]
- 史考特·麥奈利饰演码头上的男子（Marina Man），码头野蛮群体的头领。
- 饰演码头上的女孩（Girl at Marina），码头野蛮群体的一员。
- 迪恩·伍德沃（Dean Woodward）饰演鲍尔·阿伯特（Beau Abbott），李和艾芙琳的次子，于上集被袭身亡，在本集仅在闪回情节出现。该角色在上集由迪恩的哥哥凯德·伍德沃（Cade Woodward）饰演。

## 製作
2019年2月，約翰·卡拉辛斯基宣佈他將繼續擔任導演一職，而艾蜜莉·布朗也將回歸飾演她的角色，而且在社交媒體Twitter上確認電影開始前期製作。米莉森·西蒙斯和諾亞·朱普也為回歸出演電影進行洽談。2019年3月，席尼·墨菲加盟劇組。2019年6月，布萊恩·泰瑞·亨利加盟劇組。然而，在2019年8月，亨利因檔期衝突退出電影，他的角色改由吉蒙·韓蘇飾演。

### 拍攝
2019年6月20日，派拉蒙影業宣佈電影的製作工作已正式開始。2019年7月15日，卡拉辛斯基在他的Twitter上宣佈正式開始拍攝。拍攝於2019年9月25日殺青。

## 發行
《噤界II》原定於2020年3月20日在美國上映。2020年3月，由於受2019冠狀病毒病疫情影響，本片將延後上映。2020年4月，派拉蒙影業宣布，電影延後至2020年9月4日在美國上映。2020年7月，電影延後至2021年4月23日在美國上映。2021年1月，電影再度延後至2021年9月17日在美國上映。2021年3月，電影提前至2021年5月28日在美國上映，並在院線上映45天後在串流平台派拉蒙+上線。

### 評價
爛番茄根據316條評論，持有91%的新鮮度，平均得分7.4／10，觀眾投票給出93%的分數，平均得分為4.5／5。在Metacritic上，電影獲得了71分。

### 票房
| 上一届： 《死亡漩渦：奪魂鋸新遊戲》 | 2021年美國週末票房冠軍 第22週    | 下一届： 《厲陰宅3：是惡魔逼我的》 |
| 上一届： 《黑白魔后》               | 2021年香港一週票房冠軍 第23-24週 | 下一届： 《盛夏友晴天》            |

## 續集与衍生作
2020年11月，派拉蒙影业聘请杰夫·尼科尔斯编导一部根据卡拉辛斯基的构思为基础的外传，后者也将参与制片，本片预定将于2023年3月31日上映。2021年5月，艾蜜莉·布朗透露，卡拉辛斯基已构思第三部续集的故事大纲。

## 外部連結
- 互联网电影数据库（IMDb）上《噤界II》的资料（英文）
- Metacritic上《噤界II》的資料（英文）
- 爛番茄上《噤界II》的資料（英文）
- AllMovie上《噤界II》的资料（英文）
- 開眼電影網上《噤界II》的資料（繁體中文）
- 时光网上《噤界II》的資料（简体中文）
- 豆瓣电影上《噤界II》的資料 （简体中文）